# Marie Františka Isabela Savojská
Marie Františka Isabela Savojská (21. červen 1646 Paříž – 27. prosinec 1683 Lisabon) byla portugalská královna, manželka hned dvou portugalských králů, Alfonse VI. a po anulaci sňatku jeho bratra Petra II.

## Život

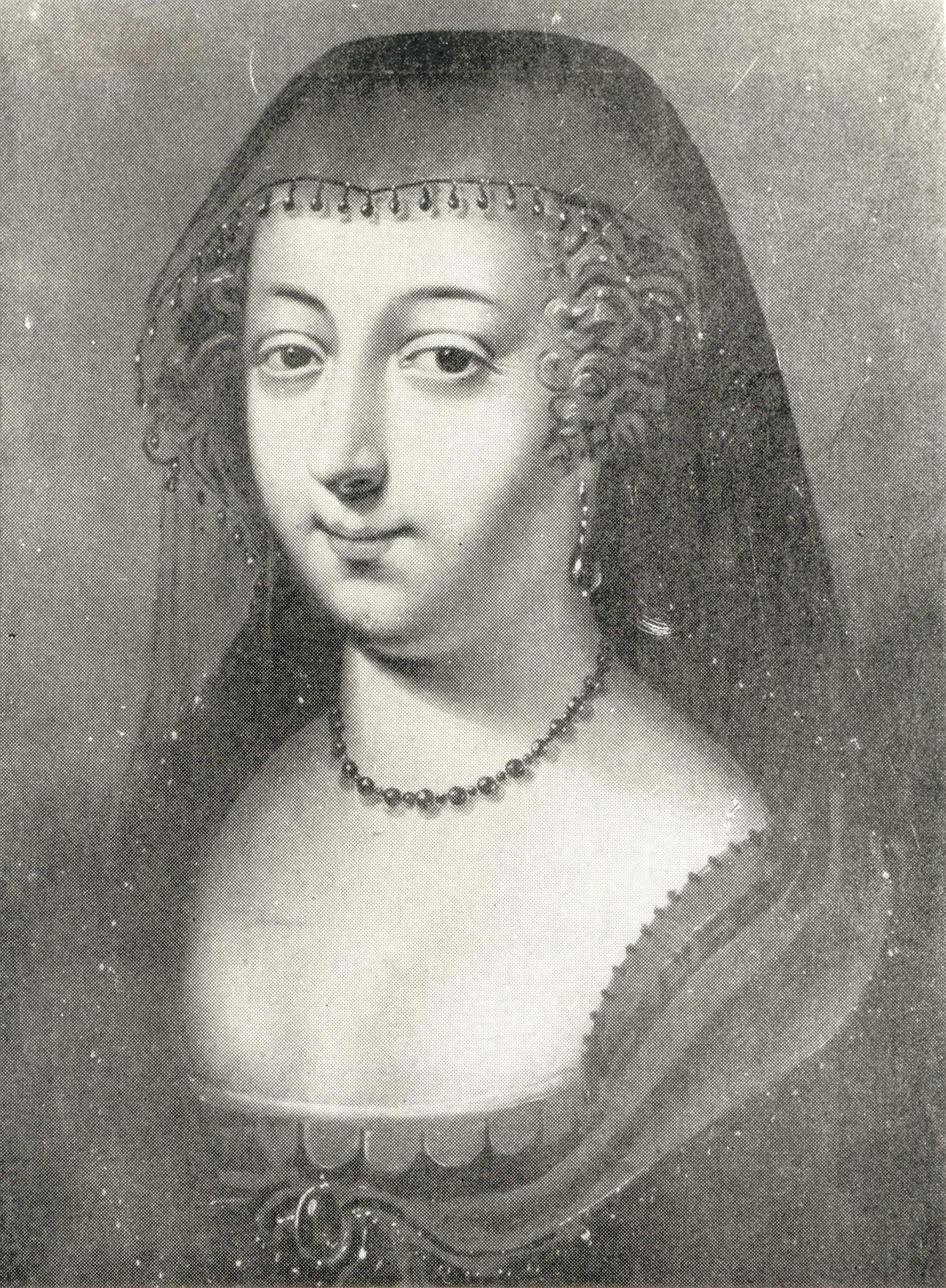
Marie Françoise de Savoie-Nemours.

Francouzský král Ludvík XIV. potřeboval podporu Portugalska proti společnému španělskému nepříteli, a tak provdal svou vzdálenou příbuznou Marii za portugalského krále Alfonse, částečně ochrnutého a psychicky labilního mladíka. Po příchodu na portugalský dvůr byla Marie zklamaná, ale přesto se za Alfonse v srpnu 1666 provdala.
Oproti neschopnému Alfonsovi podporovala jeho bratra Petra a ambiciózní šlechtu. V roce 1668, záhy poté, co Španělsko uznalo nezávislost Portugalska, byl Petr jmenován regentem svého staršího bratra Alfonsa. Po šestnácti měsících manželství se Marii podařilo dosáhnout jeho anulace na základě toho, že manželství nikdy nebylo konzumováno. 2. dubna 1668 se Marie za provdala prince Petra. Manželé měli jednu dceru:
- Isabela Luisa z Braganzy, 1669–1690, známá jako „věčná nevěsta (a Sempre-Noiva)“, neboť plány na její sňatek nikdy nedospěly ke zdárnému konci.

12. září 1683 v exilu zemřel král Alfonso a Petr se stal jeho nástupcem jako Petr II. Marie se tak opět stala královnou, ale zemřela už v prosinci toho roku.